# Le retour des Princes Français à Paris
Le retour des Princes Français à Paris erfüllte von 1815 bis 1830 die Funktion einer Nationalhymne des Königreichs Frankreich, hatte allerdings keinen offiziellen Rang als solche. Die Melodie war diejenige des bereits vor der Revolution sehr populären Marche de Henri IV. Bei öffentlichen Auftritten des Königs wurde allerdings das Lied Où peut on être mieux qu’au sein de sa famille gespielt.
| Französischer Originaltext | Deutsche Übersetzung |
| --- | --- |
| La paix ramène Tous les Princes Français Chantons l’antienne, Aujourd’hui désormais Que ce bonheur tienne Vive le Roi! Vive la Paix!    | Der Frieden bringt Alle französischen Prinzen zurück. Lasst uns im Kanon singen, Dass heute und von nun an Dieses Glück Bestand haben möge. Es lebe der König! Es lebe der Frieden! |
| Vive la France Et les sages Bourbons Plein de clémence, Dont tous les cœurs sont bons! La Paix, l’abondance Viendront dans nos cantons. | Es lebe Frankreich Und die weisen Bourbonen Voller Milde, Deren aller Herzen gut sind! Der Frieden, die Fülle Wird in unsere Kantone einziehen.                                     |
| Quelle joie extrême Vive, vive d’Artois! Duc d’Angoulême! Chantons tous à la fois Louis dix-huitième, Descendant de nos rois!           | Was für eine außerordentliche Freude Es leben die Artois! Herzog von Angoulême! Lasst uns alle auf einmal singen Ludwig XVIII. Der von unseren Königen abstammt!                    |
| Le diadème De France est pour un Roi, Notre vœu même Est la raison pourquoi, Oui, Louis nous aime, Vive, vive le Roi!                   | Das Diadem Frankreichs geziemt einem König Unserer eigener Wunsch Ist der Grund dafür. Ja, Ludwig liebt uns, Es lebe, es lebe der König!                                            |
| Plus de tristesse, Vive, vive Louis! Princes, princesses, Nous sommes réjouis, Que les allégresses Règnent dans tous pays!              | Schluss mit der Trauer, Es lebe, es lebe Ludwig! Prinzen, Prinzessinen, Wir sind erfreut, Dass der Jubel Im ganzen Land regiert.                                                    |